# Mario Biondi (scrittore)
Mario Biondi (Milano, 17 maggio 1939) è uno scrittore, giornalista e traduttore italiano.
La sua notorietà è dovuta soprattutto al romanzo Gli occhi di una donna, che gli ha valso l'assegnazione del Premio Campiello 1985.

## Biografia

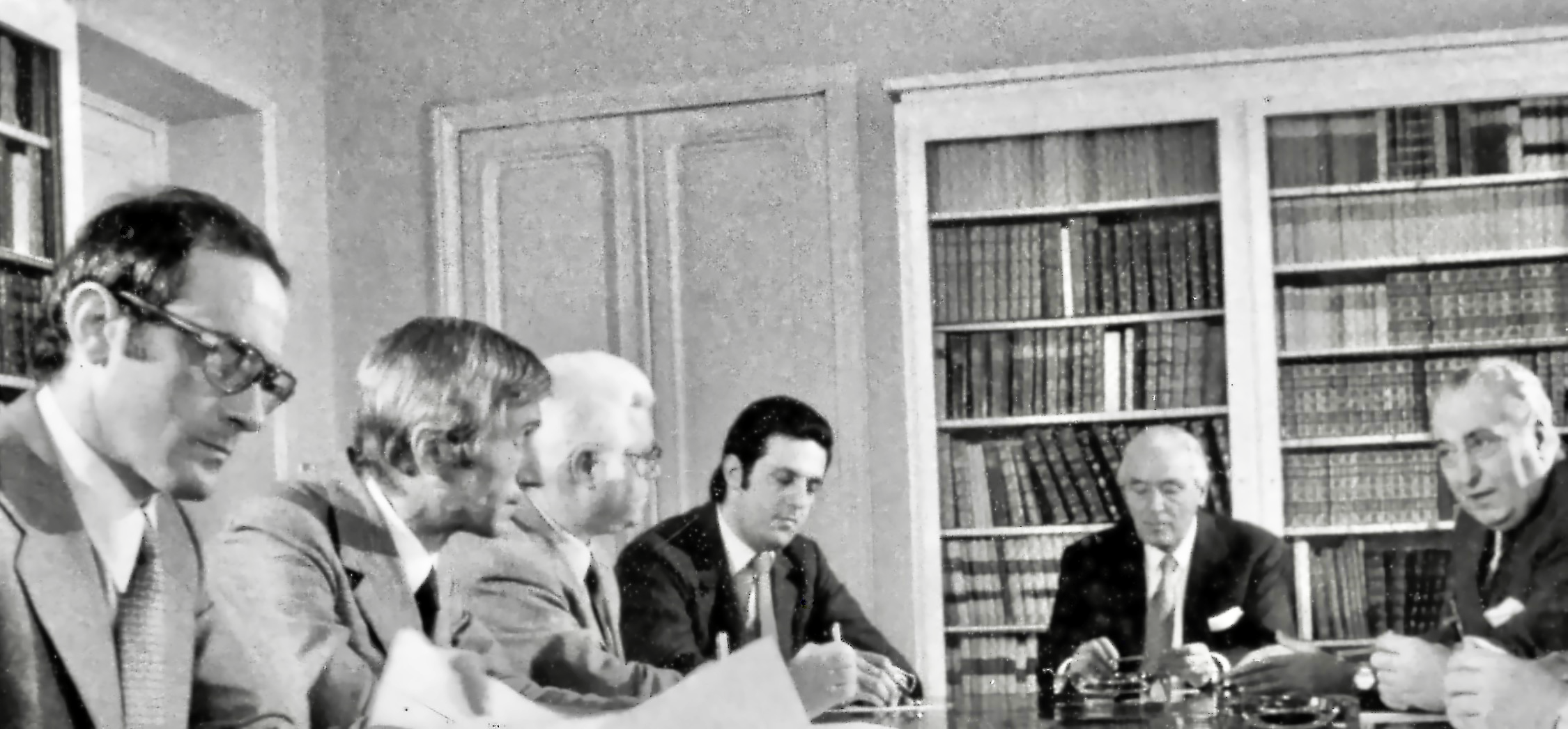
Riunione editoriale alla Sansoni, 1974. Da dx: Federico Gentile (Amministratore delegato), Benedetto Gentile (Presidente), Giovanni Gentile (Direttore generale), Giuliano Bernardi (Direttore commerciale), Alberto Busignani (Capo Redazioni Arte), Mario Biondi (Capo Ufficio Stampa)

Nato a Milano da Spero Latino, tour operator, e Anita Orsenigo Marzorati, è vissuto lungamente a Como, zona di origine di tre dei suoi nonni (la quarta, Maria Movio in Biondi, era di Londra, figlia del rinomato argentiere Latino Movio, trasferitosi lì in gioventù dall'Italia). Completati gli studi al Liceo Classico A. Volta di Como si è laureato in Economia Politica presso l'Università Bocconi di Milano con una tesi su «Rapporti tra incivilimento e progresso economico», quindi ha lavorato cinque anni nell'industria (Burroughs, Nestlé) e poi per sedici anni nell'editoria (Einaudi, Sansoni, Longanesi), dirigendo l'ufficio stampa. In aggiunta si è sempre occupato attivamente di narrativa angloamericana di cui è anche traduttore e recensore per diversi quotidiani, settimanali e mensili come l'Unità, Corriere della Sera, Il Giornale (allora diretto da Indro Montanelli), Europeo e altri. Scrittore professionista dagli anni ottanta, giornalista pubblicista dal 7 luglio 1975, ha collaborato con pezzi di varia umanità a "7", Europeo, Panorama, Amica, Io donna, Max, Esquire, Vanity Fair, Myster, Class, Specchio, Meridiani, Bell'Europa e altri. Vive a Milano.
Le sue prime poesie adolescenziali risalgono ai tempi della Prima Liceo classico (1955). Al 1968 risalgono invece le prime pubblicate; ne sono seguite molte altre in varie pubblicazioni letterarie o antologie (vedi sotto).
Nei primi anni Settanta del '900 ha cominciato a collaborare con riviste letterarie come Il Caffè e Il bimestre, diretto da Sergio Salvi.
A partire dal 1975 ha pubblicato quindici romanzi (vedi elenco dettagliato più sotto).
Nel 2006 ha sottoposto a revisione e riscrittura e ripubblicato presso TEA i romanzi Il destino di un uomo e Due bellissime signore, unificati in un solo romanzo intitolato Destino. Così era infatti nato il progetto, poi sdoppiato in due libri per volontà dell'editore di allora.
Nel 2015, dopo aver riproposto in formato ebook alcuni testi tornati di sua proprietà letteraria, ha proposto direttamente in formato Kindle di Amazon il romanzo Rosa d'Oriente, cui nel 2016 ha fatto seguito nello stesso formato il romanzo Il segreto dell'azteco
Ha tradotto settantadue opere di autori soprattutto americani e inglesi.

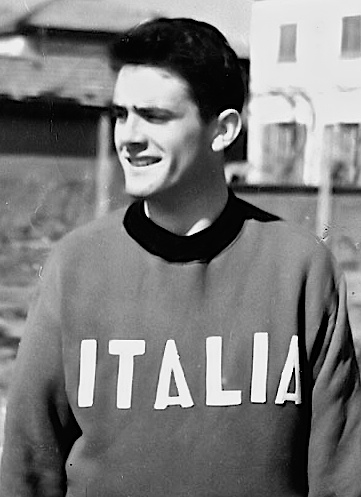
Lo scrittore Mario Biondi a 18 anni con la tuta della nazionale italiana junior di atletica leggera (Como, autunno 1957)

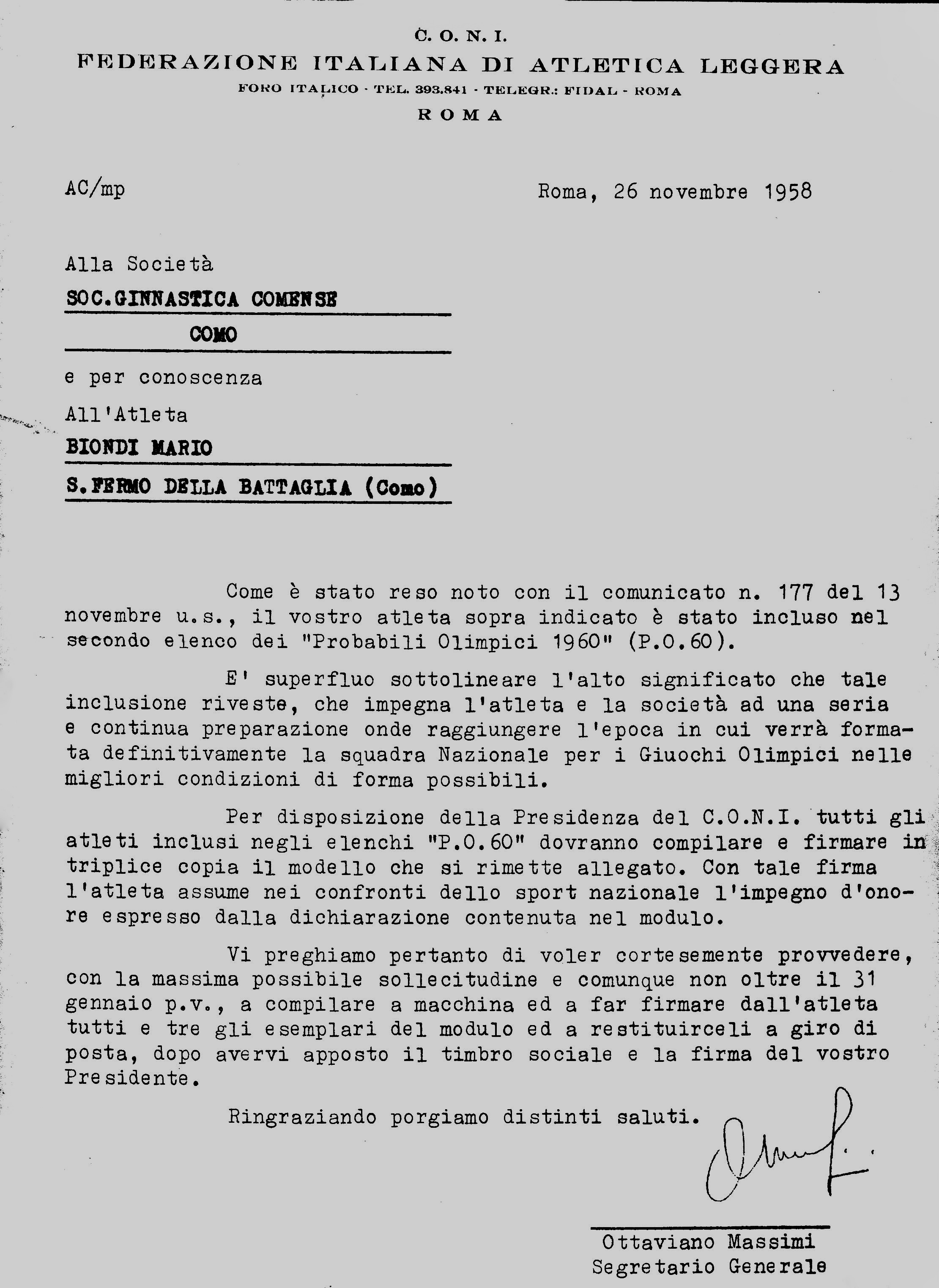
Lettera inviata dal CONI all'atleta Mario Biondi per informarlo dell'inserimento nei Probabili Olimpici 1960

Curiosità: Nella primissima gioventù ha anche vestito la maglia azzurra delle nazionali junior e universitaria di atletica leggera, venendo inserito nella squadra dei "Probabili Olimpici 1960" per le Olimpiadi di Roma, cui per altro non è arrivato a partecipare a causa di un infortunio.
Nel 1981, al suo romanzo La sera del giorno è stato assegnato il Premio Calabria
Nel 1994 gli è stato assegnato il Premio del CONI per la narrativa.

## Carriera letteraria ed evoluzione stilistica
(Oreste Del Buono in “Il corriere della sera" (1986, recensendo il romanzo La civetta sul comò)
(Paolo Volponi, recensendo La sera del giorno su “Alfabeta”, primavera 1981)
(Franco Cardini, recensendo Il cielo della mezzaluna su “Il giornale”, 7 novembre 1982)
(Cesare De Michelis, recensendo Gli occhi di una donna su “Il Gazzettino” del 9 settembre 1985))
(Enciclopedia Garzantina della Letteratura)
(Dizionario della letteratura italiana del Novecento diretto da Alberto Asor Rosa [Einaudi, 1992)
(Dizionario Bompiani degli Autori 1987)
Gli inizi dello scrittore Mario Biondi, come quasi sempre succede, si muovono nell'ambito della poesia. Poetiche le sue frequentazioni (Antonio Porta, Edoardo Sanguineti, Gruppo 63), e poetici i suoi primi testi, editi su riviste letterarie o in volumetto (vedi sotto l'elenco completo).
E come molto spesso succede, la sua prima prova nell'ambito della narrazione (Il lupo bambino, 1975) avviene nell'ambito del “romanzo di formazione”, ovvero autobiografico, seppure in senso molto lato, sempre privilegiando la fiction, ovvero la “finzione narrativa”, la “invenzione” che muove da ombre di autenticamente vissuto.
Biondi ha sempre affermato di voler affrontare il maggior numero possibile di generi narrativi, aggiungendo a quelli indicati da Oreste Del Buono il genere “romanzo d'amore” (Un amore innocente, Crudele amore, Un giorno e per tutta la vita), il “romanzo di avventura”, bellica e finanziaria (Il destino di un uomo, Due bellissime signore), il “techno-thriller” con sfumature new age (Una porta di luce, Codice Ombra), il “romanzo esotizzante” (La Casa delle Mille e Una Notte).
Inevitabilmente autobiografica, infine, la “narrazione di viaggio” (Parti con un sorriso, Strada bianca per i Monti del Cielo, Con il Buddha di Alessandro Magno), ma sempre in una struttura altamente affabulatoria
Tipico della sua “narrativa di invenzione” (fiction) è poi il gusto quasi balzachiano di far riapparire nei suoi romanzi personaggi già presenti in lavori precedenti, anche se non necessariamente in ordine cronologico: non di rado il sequel viene prima del prequel. Spesso ricompare Emma Lucini Olgiati Drezzo (protagonista di Gli occhi di una donna), e suoi figli o eredi. E altri, come per esempio Benedetta Cailler e Sal De Terlese,  i due protagonisti di La civetta sul comò (1986, poi ripresentata in ebook come L'Araba Fenice), dove riappare il misterioso avventuriero Pierre, già in La sera del giorno (1981). Il duo Cailler-DeTerlese riappare ringiovanito di parecchi anni in Due bellissime signore (1993). E molti personaggi dei due romanzi “d'amore” (o “turchi”) riappaiono in La Casa delle Mille e Una Notte.

## Viaggi e memorie di viaggio

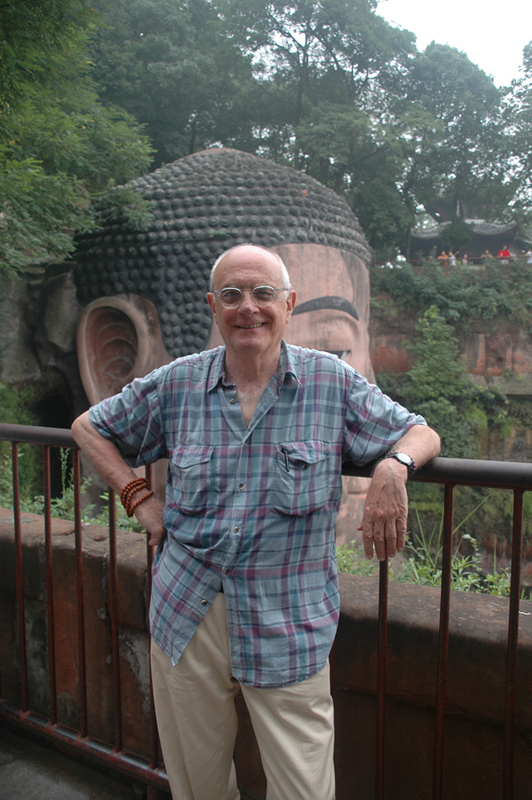
Biondi accanto al gigantesco Buddha di Leshan (71 m., costruito tra 713 e 803), Sichuan, Cina

Nel 2003 Biondi, viaggiatore «impegnato» dalla fine dei Sessanta, raccoglie i suoi ricordi di viaggio in Güle güle. Parti con un sorriso. 35 anni di viaggi da New York all'Iran, attraverso Algeria, Albania, Siria, Giordania, Turchia, Egitto. Nel 2004 si rende conto di aver inconsapevolmente percorso gran parte della Via della seta, quindi completa l'itinerario percorrendo Turkmenistan, Uzbekistan e Kirghizistan, raggiungendo la Cina a Kashgar oltre i Tien Shan (Monti del Cielo) e attraversando il Deserto di Taklamakan fino a Turpan (grotte dei mille Buddha di Bezeklik). Ne nasce: Strada bianca per i Monti del Cielo. Vagabondo sulla Via della Seta.
Tra il 2005 e il 2007 Biondi ha poi completato con scrupolo filologico la Via della seta arrivando fino all'estremità orientale rappresentata dalle antiche capitali cinesi Xi'an e Luoyang e spingendosi da lì a Pechino, Shanghai e Lhasa (con la famosa Ferrovia del Qingzang da Xining, Qinghai), ma soprattutto percorrendo, oltre allo Xizang (Tibet) larghi tratti delle altre Regioni Autonome Tibetane in Gansu (Complessi monasteriali Gelugpa (Berretti gialli)  di Labrang-Si e Langmu-Si, Grotte di Bingling-Si sul Fiume Giallo), Qinghai (Complesso monasteriale Gelugpa di Kumbum, luogo natale di Tsongkhapa, monasteri di Tongren-Rebkong etc.) e Sichuan (Grande Buddha di Leshan e Monte Emei). Da queste complesse esperienze è nato nel 2008 Con il Buddha di Alessandro Magno. Dall'ellenismo sull'Indo ai misteri del Tibet, lungo e appassionato itinerario sulle vie dell'arte del Gandhāra, ovvero del sincretismo tra la parola del Buddha e la cultura ellenistica portata da Alessandro fino all'Indo. Un sincretismo che ha spinto i suoi influssi fino all'estremo Oriente.

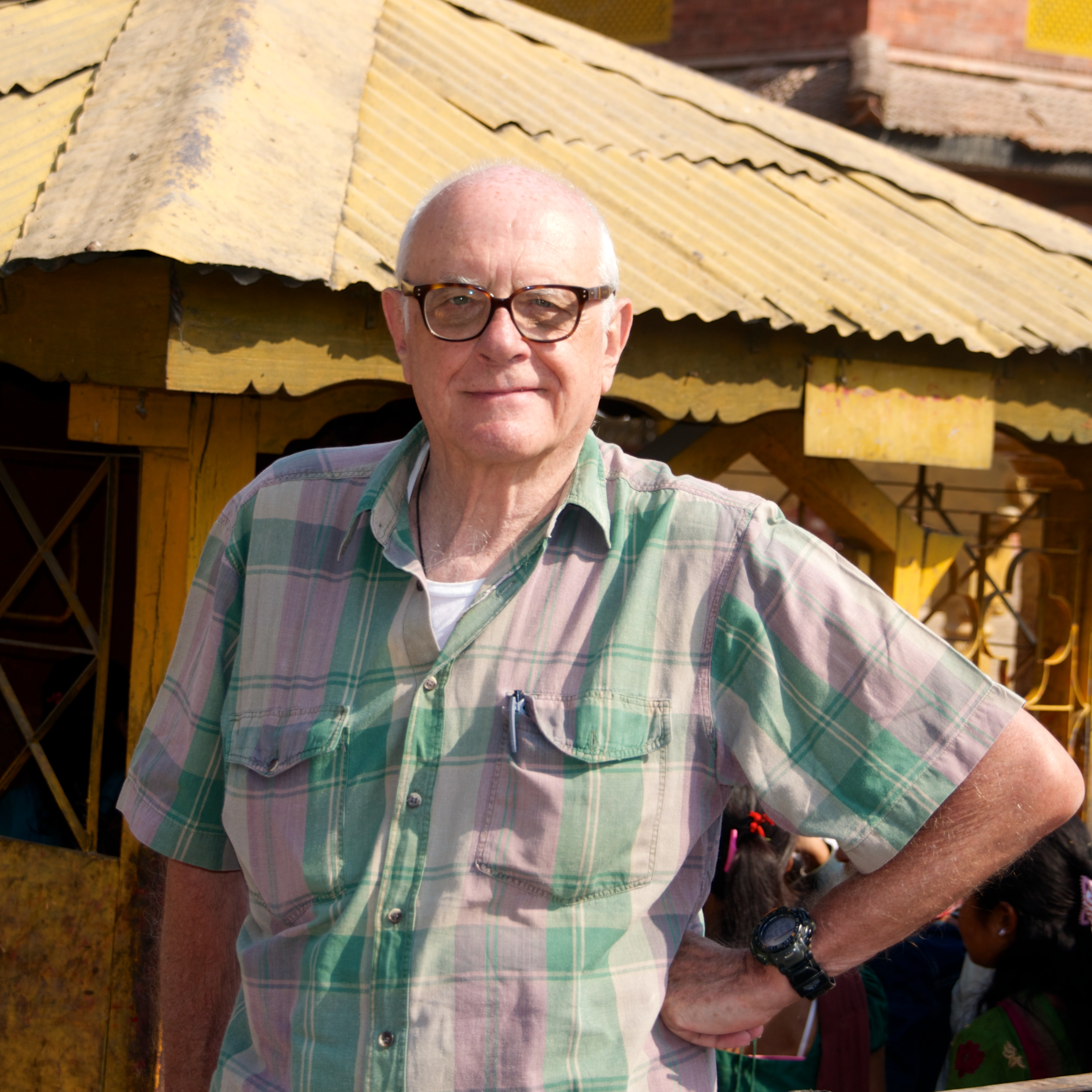
Mario Biondi il giorno del 75º compleanno a Budhanilkantha, Kathmandu, Nepal, 17 maggio 2014

 Nel 2008, ancora in Cina, è stata la volta del Ningxia, la Provincia autonoma dei musulmani Hui, ma soprattutto del Qinghai, diviso nei due grandi territori dell'Amdo e di parte del Kham (Yushu-Jyekundo), abitati rispettivamente da tibetani Amdowa e Khampa.
Nel 2009 è continuata l'esplorazione dei territori di Amdowa e Khampa, più i Golok e i Qiang, ai confini con il Tibet vero e proprio, con la scoperta personale di diversi monasteri Bön (religione del Tibet pre-buddista) e Jonang (tradizione buddista che si riteneva estinta, ma che si sta ripresentando con vigore).
Nel 2010 è il turno delle località sacre del Monte Kailash e del Lago Manasarovar, più l'antico Regno di Guge (estremo Tibet Occidentale), culla del buddismo tibetano. Nello stesso anno e nei successivi i viaggi continuano verso le Feste Sacre del Bhutan (Tsechu e Drupchhoe) e del Nepal (Indra Jatra, Dasain, Tihar).
Nel 2012 è la volta dell'India settentrionale, con i luoghi dei Moghul (Agra etc.) e le 4 località rese sacre per i buddisti dal Buddha Siddharta Gautama (Bodghaya, Sarnath, Nalanda, Kushinagar).
Nel 2015 le esperienze di viaggio si estendono a Myanmar e Laos attraverso la Thailandia, e le ricerche, fino ad allora limitate al buddismo Mahayana (soprattutto nella componente del Buddhismo Vajrayāna tibetano) cominciano ad ampliarsi a quello Theravada.
Appassionato di sci e di alta montagna, anche se non alpinista, Biondi racconta di aver visto da vicino dieci ottomila metri. In ordine di tempo: Nanga Parbat, Cho Oyu, Everest, Shisha Pangma, Makalu e Lhotse, Kangchenjunga, Dhaulagiri I e Annapurna I, Manaslu. Mostra inoltre le foto dei 9 siti sopra i 5000 metri s.l.m. a cui è salito (Campo Base dell'Everest e diversi passi in Tibet o zone tibetane).

## Opere

### Raccolte di poesie
di cose, qui, da dire (se dicessimo quel sacco di cose che ci sarebbero da

fare (se facessimo quell'altro sacco di cose (se rompessimo (che sono proprio

da rompere, queste cose, invece, tutte:[...]»
(Edoardo Sanguineti, Dalla Presentazione di Per rompere qualcosa, maggio 1973)

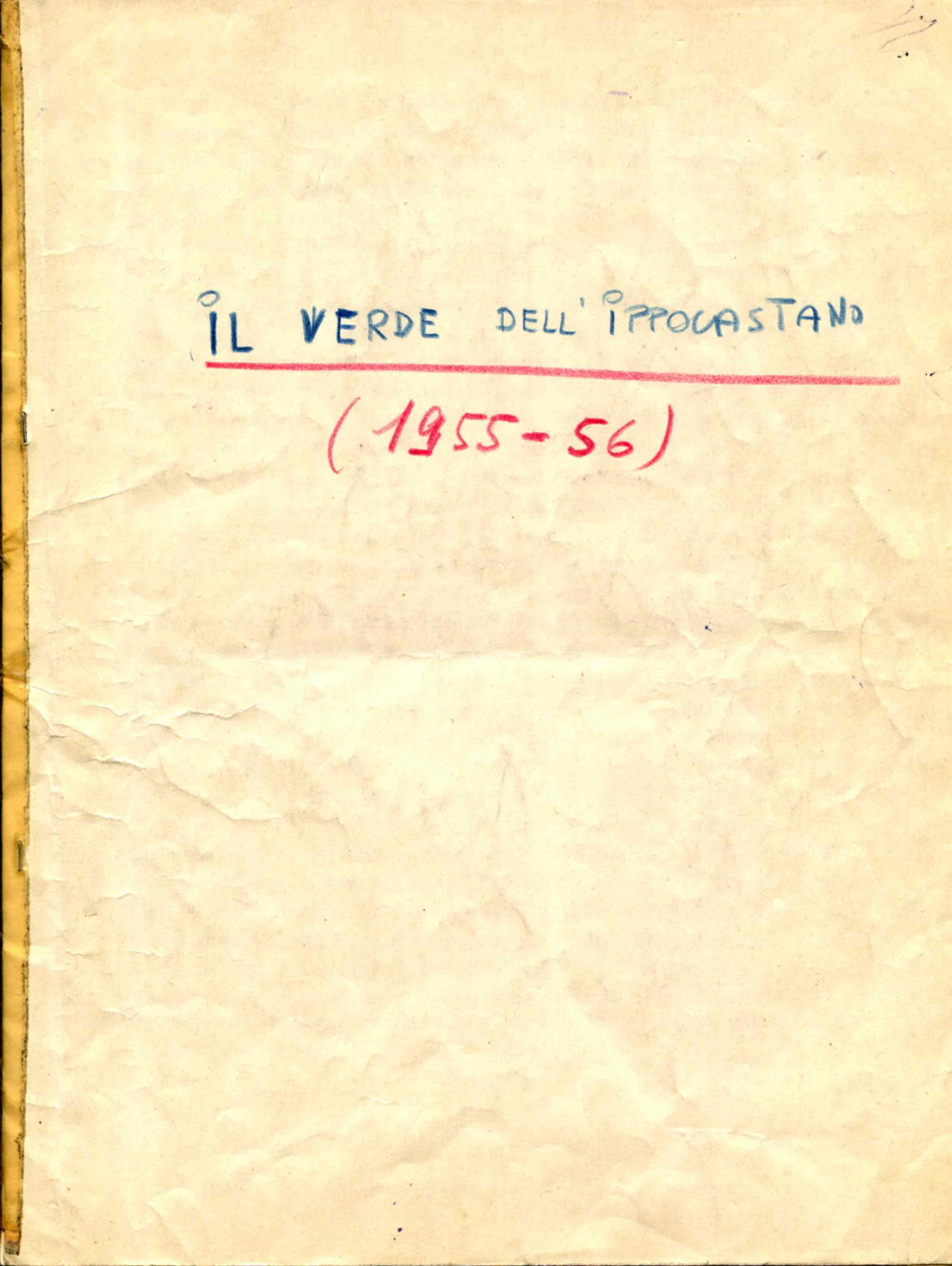
Manoscritto delle prime poesie dello scrittore Mario Biondi, 1955 - 1956

(Antonio Porta, Dall'Introduzione alle poesie di Biondi in Almanacco dello Specchio, n. 5, 1976)
vivente smeraldo,
man mano brillante,
più cupo, turchino.

 
Il remo si tuffa,
sussurra nell’acqua,
scompare, riappare…»
(Mario Biondi, La Grotta di smeraldo, in "Il verde dell'ippocastano", 1955, poesie inedite)
e poi amore sfera di vetro
occhio cornice sul gradino dell’altare
musica di soprani all’oratorio

cosa di polvere guardata in controluce
pallone colorato che copre la sabbia
mazurka sulla piazza o sul lampione

e davvero l’amore mano asciutta

rovere sulla pelle che ti amo
che ti vedo passare di nebbia questa sera»
(Mario Biondi, Dissonanza, "Il Verri", 1975, n. 2)
- 1955 Il verde dell'ippocastano (inedite[10])
- 1968 Conclusioni di Orfeo (In "Marcatré" n. 37/38/39/40)
- 1973 Per rompere qualcosa (Volume, Ant. Ed)
- 1973 Settecento Watt (In "Altri Termini")
- 1974 Jazzparola Suite (In "Pianura. Poesia e Prosa degli Anni Settanta". A cura di S. Vassalli. Ant. Ed)
- 1976 Dissonanza. Poesie d'amore (In Il Verri, Sesta serie, n. 2, settembre)
- 1976 Varie parole civili. Nove poesie (In "Almanacco dello Specchio Mondadori" n. 5)
- 1977 Nuova ballata per Newyorkville n. 200 (In "North" n. 5/6, marzo)
- 1980 Trittico (Tradotto in inglese su "Altro Polo. Italian Poetry today". Editor R. Perrotta, Sydney)
  -  Le poesie di Mario Biondi sono ormai introvabili e visibili praticamente soltanto nell'apposito spazio del suo Sito Web

### Romanzi
(Mario Biondi, presentando Gli occhi di una donna in un articolo de Il Gazzettino, agosto 1985)
(Carlo Sgorlon su Il Piccolo del 16-10-1988, nella recensione del romanzo Un amore innocente)
(Oreste Del Buono sul Corriere della sera, 1986, nella recensione di La civetta sul comò)
- 1975 Il lupo bambino (Marsilio)
- 1981 La sera del giorno (Bompiani)
- 1982 Il cielo della mezzaluna (Longanesi, poi TEA)
- 1985 Gli occhi di una donna (id., Premio Campiello)[20]
- 1986 La civetta sul comò (Longanesi)
- 1988 Un amore innocente (Rizzoli)
- 1990 Crudele amore (id.)
- 1992 Il destino di un uomo (id.)
- 1993 Due bellissime signore (id.)
- 1995 Un giorno e per tutta la vita (id.)
- 1998 Una porta di luce (Longanesi)
- 1999 Codice Ombra (Longanesi, poi TEA)
- 2006 Destino (TEA)
- 2012 La casa delle mille e una notte (Barbera)
- 2016 Il segreto dell'azteco (ebook Kindle)
- 2021 Rosa d'Oriente (La Nave di Teseo), ISBN 978-88-346-0793-0

### Racconti
- 2020 Sognando la vita (Oligo)

### Narrazioni di viaggio
(Mario Biondi, Parti con un sorriso)
(Mario Biondi, Strada bianca per i Monti del Cielo)
(Mario Biondi, Con il Buddha di Alessandro Magno)

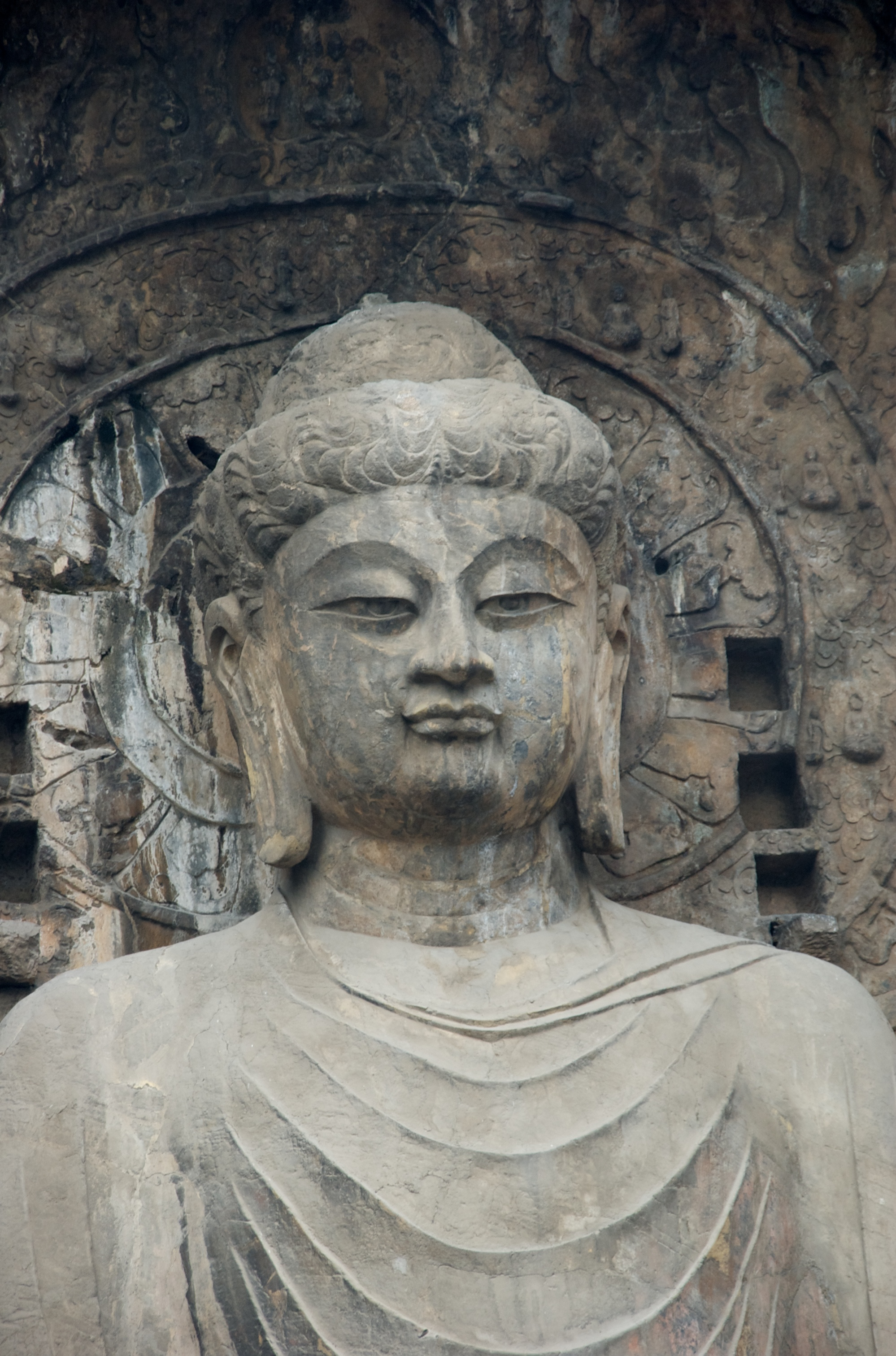
Il grande Vairocana delle Grotte del Buddha a Longmen, Henan, Cina (immagine di copertina di Con il Buddha di Alessandro Magno)

- 2003 Güle güle. Parti con un sorriso (Ponte alle Grazie, poi TEA)
- 2005 Strada bianca per i Monti del Cielo. Vagabondo sulla Via della Seta (id.)
- 2008 Con il Buddha di Alessandro Magno. Dall'ellenismo sull'Indo ai misteri del Tibet (Ponte alle Grazie)

## Traduzioni
Ha influito nel senso di essere stata una grande scuola di scrittura. Una scuola tutt'altro che teorica ma al contrario laboriosamente operativa. Da ogni libro che ho tradotto (sono 71) ho imparato almeno qualcosa (e spesso moltissimo), riempiendomi di gratitudine nei confronti dell'autore.»
(Mario Biondi, in un'intervista a Master Meeting, n. 10 2006)
(Massimo Bacigalupo, recensendo la traduzione dell'Ulisse di Joyce, su "Il Secolo XIX", 14 giugno 2020)
Elenco parziale:
- AA.VV., L'albero solitario (testi americani inediti), Guaraldi (1972)
- Auster Paul, Il palazzo della luna (Moon Palace), Rizzoli (1990); Moon Palace, Einaudi (1997)
- Begley Louis, Bugie di guerra (Wartime lies), Bompiani (1995)
- Bombek Erma, Professione mamma (Motherhood), Longanesi (1984)
- Bourke John C., Escrementi e civiltà (Scatologic Rites of all Nations), Guaraldi (1971)
- Bowles Paul, La delicata preda (Collected stories 1939/1976 - 39 racconti), Garzanti (1990)
- Nuova edizione (soltanto i 17 racconti della prima raccolta di Bowles, USA 1950), Feltrinelli (2006)
- Campion Jane, Lezioni di Piano (The piano) Bompiani (1993)
- Davies Robertson, Il mondo delle meraviglie (World of Wonders), Guanda (1991)
- De Lillo Don, Rumore bianco (White Noise), Pironti (1987); Einaudi (1999)
- Doughty Charles M., Arabia Deserta (Arabia Deserta), Guanda  (2003)
- Finder Joseph, Poteri straordinari (Extraordinary Powers), Rizzoli (1994)
- Galbraith John K., Il professore di Harvard (A Tenured Professor), Rizzoli (1990)
- Guterson David, La neve cade su Cedars (Snow Falling on Cedars), Anabasi (1995); Longanesi (1996)
- Hamilton Donald, Matt Helm: non fidarsi è meglio (The Interlopers), Gialli Mondadori (1970)
- Haslip Joan, Il sultano (The Sultan), Longanesi (1992)
- Jaivin Linda, Mangiami (Eat me), Guanda (1996)
- [id.], Ragazze dallo spazio (Rock 'n' Roll Babes from the Outer Space), Guanda (1999)
- Joyce James, Ulisse (Ulysses), La Nave di Teseo (2020)
- Keneally Thomas, La donna del mare interno (Woman of the Inner Sea), Frassinelli (1994)
- Kotzwinkle William, L'uomo del ventilatore (The Fan Man), Longanesi (1978)
- Malamud Bernard, Il migliore (The Natural), Mondadori (1984); Minimum Fax (2006)
- Martin Valerie, (A Recent Martyr) (A Recent Martyr), Bompiani (non edito)
- McCullough Colleen, La passione del dottor Christian (A Creed for the Third Millennium), Bompiani (1985)
- McInerney Jay, Riscatto (Ransom), Bompiani (1987)
- Mosley Walter, Farfalla bianca (White Butterfly), Bompiani (1997)
- Pamuk Orhan[[21], Il libro nero (Kara Kitab), Frassinelli (1995)
- Parker John P., (His Promised Land) (His Promised Land), Frassinelli (non edito)
- Smith Scott B., Un piano semplice (A simple Plan), Rizzoli (1993)
- Smith Wilbur, Il destino del leone (When the Lion Feeds), Longanesi (1981)
- [id.] Un'aquila nel cielo (Eagle in the sky), Longanesi (1985)
- [id.] Quando vola il falco (A Falcon Flies), Longanesi (1986)
- Soyinka Wole[22], La foresta dei mille demonii (The Forest of a Thousand Daemons), Mondadori (1985)
- Spender Stephen, (The Temple) (The Temple), Garzanti (non edito)
- Stark Freya, Le porte dell'Arabia felice (The Southern gates of Arabia), Longanesi (1986); Guanda (2002)
- [id.] Effendi (East is West), Longanesi (1988)
- Tyler Anne, Il turista involontario (The Accidental Tourist), Longanesi  (1986)
- [id.] Possessi terreni (Earthly Possessions), Guanda (1991)
- Updike John, (Too Far to Go) (Too Far to Go - 8 Racconti), Mondadori (non edito)
- [id.] Riposa Coniglio (Rabbit at Rest), Rizzoli (1992)
- Uris Leon, Hagi (The Haj), Bompiani (1985)
- Watson Larry, Il ragazzo dal cuore di ghiaccio (Montana 1948), Frassinelli (1996)
- [id.] (White Crosses) (White Crosses), Frassinelli (non edito)
- Welsh Irvine, Ecstasy (Ecstasy), Guanda (1997)
- Wharton Edith, Ethan Frome (Ethan Frome), Longanesi (1979 - Revisione completa di ed. precedente)
- [id.] Raggi di luna (The Glimpses of the Moon), Corbaccio (1994)
- Wright Austin, Tony e Susan (Tony and Susan), Rizzoli (1994)
- Yalom Irvin, E Nietzsche pianse (When Nietzsche Wept), Rizzoli (1992); Neri Pozza (2006)

## Lavoro giornalistico

### Su scrittori

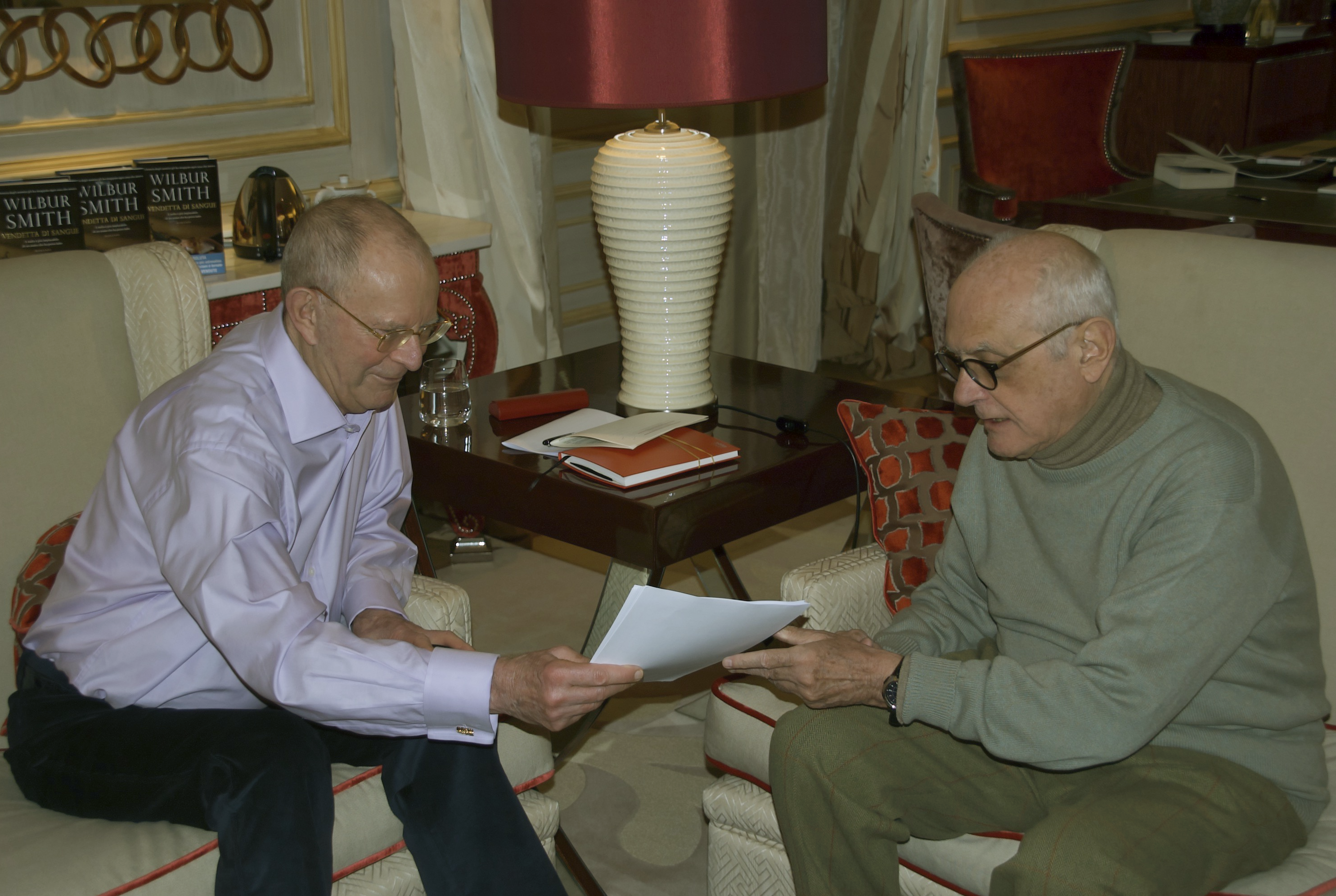
Lo scrittore Mario Biondi intervista Wilbur Smith a Milano, gennaio 2013

- Doris Lessing, Premio Nobel 2007, recensione su "Corriere del Ticino", 25/2/1978
- Isaac B. Singer, Premio Nobel 1978, una serie di profili e recensioni a partire dall'autunno 1978 su "Corriere d'informazione", "l'Unità", "Europeo", "Letture", altri
- William Golding, Premio Nobel 1983, intervista per "Amica", novembre 1983
- J.M.G. Le Clézio, Premio Nobel 2008, recensione su "Il giornale", 1985
- Marion Zimmer Bradley, recensione su "Europeo", 27 dicembre 1986
- Wilbur Smith, lunga serie di interviste e recensioni a partire da maggio 1987 su "Max", "Class", "Corriere della sera", "La provincia di Como", altri
- V. S. Naipaul, Premio Nobel 2001, su: "Amica, 29/5/1984, "Il giornale", 12/6/1988
- Erica Jong, intervista su "Esquire", gennaio 1990
- Orhan Pamuk, Premio Nobel 2006, lungo profilo su Amica, autunno 1992
- Ann Tyler, lungo profilo letterario su "Letture", 1997
- J. K. Rowling, uno "scherzo" su "La provincia di Como", 6 dicembre 2001

### Su personaggi pubblici
- Sylvester Stallone, incontro, su "Vanity Fair", primavera 1990
- Stephen Hawking, profilo, su Amica, 1991
- Mariuccia Mandelli - Krizia, intervista su "Amica", autunno 1991
- Gianni Versace, intervista su "Amica", dicembre 1991
- Theresa Russell, intervista su "Amica", autunno 1992
- Veronica Ciccone - Madonna, intervista su "Sette", autunno 1992
- Enzo Jannacci, intervista su "Esquire", autunno 1994
- Sabrina Ferilli, intervista, su "Sette", estate 1993

## L'attività in Internet
Mario Biondi ha sempre nutrito un vivo interesse per la tecnologia e i suoi aspetti futuribili, come testimoniano i romanzi Una porta di luce (1998) e Codice Ombra (1999)
 Logica conseguenza, il suo interesse per Internet. Nell'aprile del 1995 ha creato un suo sito Web, un sito di servizio tuttora in funzione, che oltre a fornire notizie sullo scrittore e sul suo lavoro e collegamenti con il mondo della letteratura e della musica classica, offre alcuni database per l'analisi del testo in svariati grandi classici (Bibbia, Eneide, Divina Commedia, Gerusalemme liberata, Orlando Furioso, Promessi Sposi). A essi si affianca un poderoso Database dell'Opera.
(Giovanna Zucconi, su L'Unità, 7 ottobre 1996)
In conseguenza di questa sua esperienza di giornalismo in rete, nel 2000 Biondi è stato incaricato dal Gruppo Editoriale Mauri Spagnol (allora Gruppo Longanesi) di creare e dirigere il "Portale del Romanzo" InfiniteStorie.it, un servizio di informazioni sulle novità nel mondo del romanzo, che ha iniziato la sua attività nel dicembre di quell'anno e che Biondi ha diretto fino al 30 novembre 2014, quando il servizio è stato chiuso.